# Bulletin de versement rouge
Pour un article plus général, voir Bulletin de versement.
Pour les articles homonymes, voir BV.

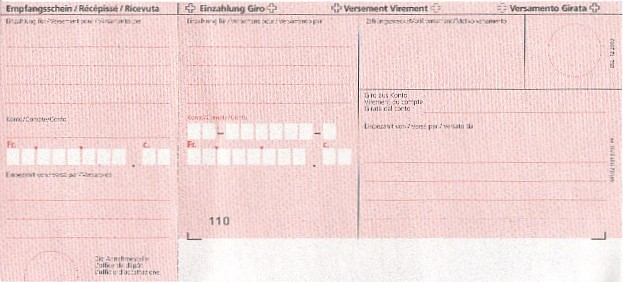
Bulletin de versement rouge (BV)

Le bulletin de versement rouge (ou bulletin de versement sans numéro de référence, communément appelé et abrégé BV) est un type de bulletin utilisé en Suisse pour les paiements.
Il permet de verser, soit au guichet de la poste soit via un transfert bancaire, une somme d'argent sur un compte postal. 

## Historique
À partir du 30 juin 2020, ce moyen de paiement est progressivement remplacé par la QR-facture suisse.